# 2023年哥伦比亚塞斯纳206坠毁事故
2023年哥伦比亚塞斯纳206坠毁事故發生於2023年5月1日，一架搭载7人的注册号为HK-2803的塞斯纳206小型固定翼飞机在哥伦比亚卡克塔省索拉诺附近的丛林中坠毁，两名乘员（飞行员和一名成年人）在撞击中丧生，一名乘客（其余四名儿童乘客的母亲）在坠机后不久死亡。生还4名孩童（年龄在11个月至13岁之间）在热带雨林中存活了40天，然后被哥伦比亚军队和当地土著群体的志愿者救出。

## 航班行程
由Avianline Charters运营的塞斯纳206飞机于2023年5月1日上午从哥伦比亚阿拉拉夸拉機場起飞，作为国内包机飞往北部220英里（350）的瓜維亞雷河畔聖何塞。当地时间早上7点34分，飞行员发出求救报告发动机故障，不久后无线电联系中断。哥伦比亚空军立即派出一架Basler BT-67和贝尔-休伊直升机搜索该地区。

## 乘客和机组成员
飞机上有飞行员埃尔南多·穆尔西亚·莫拉莱斯（Hernando Murcia Morales）和六名乘客：当地雅鲁帕里土著领袖赫尔曼·门多萨·埃尔南德斯（Herman Mendoza Hernández）及一位母亲马格达莱娜·穆库图伊·瓦伦西亚（Magdalena Mucutuy Valencia）和她的四个孩子，分别为13岁的莱斯利（Lesly Jacobombaire Mucutuy）, 9岁的索罗尼（Soleiny Jacobombaire Mucutuy）, 4岁的提恩·诺伊尔（Tien Noriel Ronoque Mucutuy）和11月大婴儿克里斯汀（Cristin Neriman Ranoque Mucutuy）。飞行员和门多萨在撞击时死亡，馬格達萊娜·穆庫圖伊·瓦倫西亞在四天后死亡。但四个兄妹活了下来。遇难的母亲和幸存的孩子来自当地维托托族原住民，这是一个熟悉丛林环境的土著群体，他们从小就被教导狩猎，捕鱼和采集。

## 搜索和救援
事故发生后，马格达莱娜要求孩子们“离开并寻求帮助”。四个孩子离开了残骸，开始在森林里漫游，靠吃飞机上的木薯粉以及他们在周围发现的种子和水果来生存，这些种子和水果作为当地的植物为维托托土著所熟悉。

### 搜索
飞机失联后，由哥伦比亚军方和当地土著组成的搜救队开始在该地区寻找残骸和遗骸。他们在坠机两周后的5月15日找到了塞斯纳206飞机的残骸。哥伦比亚总统古斯塔沃·佩特罗最初在推特上说，当时已经找到了这些孩子，但该推文在不到24小时后被撤回。他们还发现了属于孩子们的物品，包括一个孩子的水瓶，以及一个临时避难所的痕迹，表明孩子们可能还活着。一周后搜救人员发现了一个小脚印。搜救人员还使用覆盖一英里范围的扬声器用维托托土著语言向孩子们广播信息，建议他们留在一个地方，以便搜索者可以找到他们。哥伦比亚家庭福利研究所所长说，丛林处于收获期，这意味着孩子们可以找到并吃到成熟的水果 。维托托人对丛林生存技能的了解也增加了他们的生存几率。

### 获救
坠机事件发生40天后，即2023年6月10日，这四名儿童被发现并被带到哥伦比亚首都波哥大接受治疗。他们通过吃从飞机残骸中取出的木薯粉，巴卡巴酒果椰（Oenocarpus bacaba）的果实和大果牛奶木（Couma macrocarpa）的种子而幸存下来。当这些孩子被发现时，大约150名士兵和救援人员以及来自当地土著群体的200名志愿者正在寻找他们；专业搜救犬找到了他们。佩特罗总统说，这是“一个将留在历史上的例子”。

## 撫養權爭議
他们的外祖父请求将孩子们安置到离家族更近的比亚维森西奥。